# Eye for an Eye (Corrosion of Conformity)
Eye for an Eye è il primo album in studio del gruppo crossover thrash statunitense Corrosion of Conformity. È stato pubblicato nel 1983 e registrato nell'arco di due settimane nel Nodferatu's Lair del Louisiana, nel 1983.

## Tracce
1. Tell Me – 2:21
2. Minds are Controlled – 2:34
3. Indifferent – 2:18
4. Broken Will – 2:34
5. L.S. – 2:15
6. Redneck – 1:19
7. Coexist – 2:51
8. Dark Throughts – 1:50
9. Poison Planet – 1:27
10. What? – 2:32
11. No Drunk – 0:24
12. College Town – 2:05
13. Not Safe – 2:31
14. Eye for an Eye – 1:20
15. Nothing's Gonna Change – 1:12
16. Green Manalishi – 2:56

## Formazione
- Erik Eyche - voce
- Woody Weatherman - chitarra
- Mike Dean - basso
- Reed Mullin - batteria